# Mysikrólik i niedźwiedź
Mysikrólik i niedźwiedź (Der Zaunkönig und der Bär) – baśń opublikowana przez  braci Grimm w 1815 roku w zbiorze ich  Baśni (tom 2, nr 102) 

## Treść[1]
Pewien niedźwiedź spacerował z wilkiem po lesie. Zainteresował go śpiew ptaka. Wilk poinformował go, że to mysikrólik, król ptaków, któremu trzeba się pokłonić. Niedźwiedź zaintrygowany zapragnął zobaczyć królewski pałac. Wilk podprowadził go pod gniazdo, gdzie król i królowa przynosiły pisklętom pokarm. Kiedy ptaki odleciały niedźwiedź wspiął się by podglądnąć zawartość gniazda. Na widok jednak marnego gniazda i małych piskląt zaczął się śmiać i naigrawać stwierdzając, że gniazdo to ruina a nie pałac, a pisklęta to nie królewskie dzieci lecz jakieś podrzutki. 
Pisklęta opowiedziały rodzicom jak zostały znieważone. Wówczas ojciec-mysikrólik poleciał do niedźwiedzia i zapowiedział zemstę. Od tej pory zaczął mobilizować swoje ptasie i owadzie wojska. Niedźwiedź przestraszony groźbami króla ptaków, ze swojej strony zaczął gromadzić wojska czworonogów. Dowództwo nad nimi powierzył mądremu lisowi. Podczas narady wojennej czworonogi ustaliły, że podniesiony do góry ogon lisa, będzie oznaczał rozkaz ataku. Jeżeli lis spuści go na dół, oznaczać to będzie klęskę i rozkaz odwrotu. 
Naradę tę podsłuchał komar, z armii mysikrólika, który przekazał zdobyte informacje królowi. Kiedy zaczęła się bitwa, mysikrólik rozkazał szerszeniom, by żądliły lisa w ogon. Lis pod wpływem bólu zwinął ogon, co dało hasło do panicznej ucieczki czworonogów, które uznały, że wszystko stracone i pochowały się w norach.
Po bitwie mysikrólik podleciał do jaskini gdzie schronił się niedźwiedź, zażądał by przeprosił jego dzieci. Niedźwiedź pełen strachu spełnił rozkaz ptaka.

## Ekranizacje
- Baśnie braci Grimm (Tom Sikorka i Niedźwiedź – odcinek 20, seria 2) – japoński serial animowany (1987-1988)